# Andriej Braun
Andriej Gieorgijewicz Braun (ros. Андрей Георгиевич Браун, ur. 14 lutego 1937 we wsi Rundiwizija w obwodzie czernihowskim, zm. 4 czerwca 2022) – radziecki i kazachstański polityk narodowości niemieckiej, Bohater Pracy Socjalistycznej (1991).

## Życiorys
Urodzony w wielodzietnej rodzinie kołchozowego ślusarza Georga Brauna, z pochodzenia Niemca, który w październiku 1936 został aresztowany i poddany represjom. Jak wiele niemieckich rodzin zamieszkałych w Ukraińskiej SRR, po wkroczeniu Wehrmachtu rodzina Braunów została we wrześniu 1943 przewieziona przez władze niemieckie do okupowanej Polski, gdzie pracowała na fermie w pobliżu Krakowa. Po zakończeniu wojny rodzina została osiedlona w Kupczanowce w obwodzie akmolińskim. W 1958 Andriej Braun ukończył technikum zootechniczne w Akmole (obecnie Astana), pracował jako zootechnik w gospodarstwie w Kupczanowce, a w latach 1961–1967 zootechnik i główny zootechnik w sowchozie „Kapitonowski” w rejonie makinskim w obwodzie celinogradzkim, 1961 został członkiem KPZR. W 1965 zaocznie ukończył Omski Instytut Rolniczy, w 1967 został dyrektorem sowchozu „Soczinski” w obwodzie celinogradzkim, od grudnia 1973 do 1982 był I sekretarzem rejonowego komitetu KPK, a w latach 1982–1986 I zastępcą przewodniczącego Komitetu Wykonawczego Celinogradzkiej Rady Obwodowej. Od 1 września 1986 do 7 września 1991 był I sekretarzem Komitetu Obwodowego KPK w Celinogradzie, 1990–1992 przewodniczącym Celinogradzkiej Obwodowej Rady Deputatów Ludowych, od lutego 1992 do października 1995 kierował administracją obwodu celinogradzkiego/akmolińskiego. Od października 1995 do lipca 1997 był akimem obwodu akmolińskiego, a w latach 1997–1998 doradcą Prezydenta Kazachstanu Nursułtana Nazarbajewa ds. zagadnień rolniczych. W latach 1987–1989 był deputowanym do Rady Najwyższej ZSRR 11 kadencji, 1989–1991 deputowanym ludowym ZSRR, 1980-1984 deputowanym do Rady Najwyższej Kazachskiej SRR 10 kadencji, a 1990–1992 deputowanym do Rady Najwyższej Republiki Kazachstanu.

## Odznaczenia
- Medal Sierp i Młot Bohatera Pracy Socjalistycznej (6 sierpnia 1991)
- Order Lenina (dwukrotnie – 3 marca 1980 i 6 sierpnia 1991)
- Order Czerwonego Sztandaru Pracy (trzykrotnie – 13 grudnia 1972, 24 grudnia 1976 i 13 lutego 1987)
- Order „Przyjaźń” (Kazachstan, 7 lipca 1997)
- Medal „Za pracowniczą dzielność” (22 marca 1966)